# Hillside Acres
Hillside Acres è un census-designated place (CDP) situato nella Contea di Webb, in Texas, Stati Uniti d'America.

## Popolazione
Secondo il censimento del 2010 , la popolazione ammonta a 30 persone.

## Geografia fisica
Hillside Acres è situata a 27°40′34″N 99°10′40″W. La CDP è grande 0.52 km², senza presenza di acque.